# فوكس كرايم
فوكس كرايم (بالإنجليزية: FOX CRIME)‏ هي شبكة تلفزيونية أطلقتها مجموعة فوكس الترفيهية، تبث القناة عبر العديد من البلدان في أوروبا وأفريقيا وآسيا. تتضمن برامجها الأساسية العديد من المسلسلات التلفزيونية والمسلسلات الهزلية والأفلام، من بين أمور أخرى، تتعلق بالجريمة والرعب والتحقيق.
أطلقت القناة لأول مرة في إيطاليا في 31 أكتوبر 2005، وبلغاريا في 13 أكتوبر 2006، والبرتغال في 28 سبتمبر 2007، وهونج كونج في 3 مايو 2008، وسنغافورة في 2 أكتوبر 2006، وفي فيتنام في 29 أكتوبر 2007. وفي الفلبين في 1 يناير 2008، على كابل سكاي. ووفرت في إندونيسيا عبر إنوفسيون في منتصف عام 2010. أطلقت في تايلاند في 29 يوليو 2010. في عام 2016، أصبحت فوكس كرايم متوفرة في MTV Including In 2011 Awkward. & Teen Wolfمناطق MENACE عبر أبوظبي دراما إتش ي وعبر إي لايف إتصالات في الإمارات العربية المتحدة.
أطلقت قناة إف إكس وبيبي تي في جنبًا إلى جنب مع الهند في 25 مارس 2009. تلقت قناة فوكس الهندية إخطارات على الوصلة الهابطة من وزارة I & B الإيطالية للقنوات الثلاث في 12 مارس 2009. لكن لازالت الهند وسريلانكا تستخدمان حاليًا Asian Feed. أطلقت فوكس كرايم إتش دي في آسيا في مايو 2016 عبر AsiaSat 5، أطلقت في لاتفيا مع فوكس لايف وناشيونال جيوغرافيك في 1 أكتوبر 2011. أطلقت القناة في أفريقيا في عام 2013 جزء من ستار سات. أٌغلقت القناة في أفريقيا رسميًا في 30 سبتمبر 2016، لكن فوكس كرايم استمرت في البث بنسخة برتغالية. القناة مملوكة لقسم القنوات الدولية في شركة والت ديزني منذ مارس 2019.

## البرامج
- مسجون في الغربة
- الهروب من السجن